# Southern Ivies
Southern Ivies  ist die komplementäre Verwendung von „Ivy“, um exzellente Universitäten im Süden der Vereinigten Staaten zu kennzeichnen. Der Name „Ivy“ bezieht sich dabei auf Ivy League, die sich aus Mannschaften von acht privaten Elite-Hochschulen im Nordosten der USA zusammensetzt.
Die „Southern Ivy League“, auch „Magnolia League“ genannt, war ein gescheiterter Versuch in den 1950er Jahren, eine Sportliga mit Hochschulen aus dem Süden der Vereinigten Staaten zu gründen, die ähnliche „akademische Ziele und Philosophien“ verfolgten. Da der Begriff umgangssprachlich verwendet wird, gibt es keine umfassende, objektive oder endgültige Liste von Schulen, die als „Southern Ivies“ gelten.
Zu den Southern Ivies werden jedoch häufig gezählt:
- College of William and Mary*, Williamsburg, Virginia
- Davidson College, Davidson, North Carolina
- Duke University, Durham, North Carolina
- Emory University, Atlanta, Georgia
- Southern Methodist University, University Park (Dallas County), Texas
- Rice University, Houston, Texas
- Tulane University, New Orleans, Louisiana
- University of North Carolina at Chapel Hill*, Chapel Hill, North Carolina
- University of Texas (UT)*, Austin, Texas
- University of Virginia (UVA)*, Charlottesville, Virginia
- Vanderbilt University, Nashville, Tennessee
- Wake Forest University, Winston-Salem, North Carolina

*Wird auch zu den Public Ivies gezählt